# Eleutherus (mučedník)
Eleutherus (francouzsky Éleuthère) byl galský jáhen žijící ve 3. století. Byl popraven spolu se svatým Divišem.

## Životopis
Eleutherus zemřel mučednickou smrtí spolu s pařížským biskupem Divišem a knězem Rusticem mezi lety 250-270.
Legenda říká, že byli sťati v Lutecii na kopci Montmartre. Ulice na vrcholu kopce Rue Saint-Éleuthère je pojmenována po něm.

## Ostatky
V 7. století bylo jeho tělo a těla jeho dvou společníků přenesena do baziliky Saint-Denis.